# Juravlikha (Vladímir)
|  | Per a altres significats, vegeu «Juravlikha». |

Juravlikha (en rus: Журавлиха) és un poble de l'óblast de Vladímir, a Rússia, segons el cens del 2010 tenia 7 habitants. Pertany al districte municipal de Koltxúguino.